# Накитль (Шамильский район)
Накитль — село (аул) в Шамильском районе Дагестана. Входит в состав сельского поселения «Сельсовет „Тидибский“».

## Географическое положение
Расположено в 7 км к юго-востоку от районного центра села Хебда.

## Население
| 1888 | 1895 | 1926 | 1970 | 1989 | 2002 | 2010 |
| ---- | ---- | ---- | ---- | ---- | ---- | ---- |
| 118  | ↗130 | ↘103 | ↗197 | ↘173 | ↗200 | ↘195 |
| 2021 |      |      |      |      |      |      |
| ↘80  |      |      |      |      |      |      |